# A Summer Idyll
A Summer Idyll è un cortometraggio muto del 1910 diretto da David W. Griffith. Prodotto e distribuito dalla Biograph Company, il film uscì nelle sale cinematografiche statunitensi il 5 settembre 1910.

## Produzione
Il film fu prodotto dalla Biograph Company. Venne girato a Cuddebackville, New York.

## Distribuzione
Distribuito dalla Biograph Company, il film - un cortometraggio di una bobina - uscì nelle sale cinematografiche statunitensi il 5 settembre 1910.